# Station Balinka
Station Balinka is een spoorwegstation in de Poolse plaats Balinka.